# Tipula (Acutipula) latifasciata
Tipula (Acutipula) latifasciata is een tweevleugelige uit de familie langpootmuggen (Tipulidae). De soort komt voor in het Palearctisch gebied.